# Hudsonův záliv

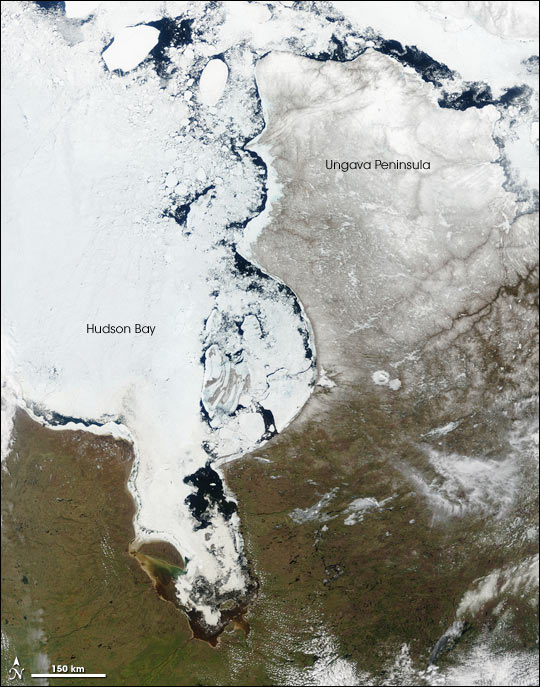
Hudsonův záliv na zvětšeném satelitním snímku 21. května 2005

Hudsonův záliv (anglicky Hudson Bay, francouzsky baie d'Hudson, inuktitutsky Kangiqsualuk ilua) je velký záliv na severovýchodě Kanady, pojmenovaný podle anglického mořeplavce Henryho Hudsona. Jeho rozloha je 1,23 milionů km². Povodí řek vlévajících se Hudsonova zálivu zahrnuje asi třetinu Kanady a jeho malá část zasahuje i do USA. Asi 200 let neslo název Země prince Ruprechta – podle Ruprechta Falckého, jednoho ze zakladatelů a prvního guvernéra Společnosti Hudsonova zálivu, která dostala od anglického krále Karla II. monopol na obchod s kožešinami na tomto území.
Tento záliv je zajímavý tím, že je místem s nejnižší gravitací na Zemi.

## Geografie
Hudsonův záliv je spojen Hudsonovým průlivem s Atlantským oceánem a dalšími průlivy se Severním ledovým oceánem. Od oceánů ho odděluje řada ostrovů. Některé zdroje Hudsonův záliv popisují jako moře Atlantského nebo Severního ledového oceánu. Na jihu z něj hluboko do pevniny vybíhá Jamesova zátoka.
Veškerá pevnina a ostrovy obklopující Hudsonův záliv i ostrovy v zálivu náleží Kanadě. Veškeré ostrovy a severozápadní a západní pobřeží teritoriu Nunavut, východní pobřeží provincii Québec, jižní pobřeží provincii Ontario a jihozápadní provincii Manitoba.
S rozlohou 1 230 000 km² je po Bengálském zálivu druhým největším zálivem na světě, téměř stejné velkým jako polovina Středozemního moře. Od poloviny prosince do poloviny června bývá většinou zamrzlý. Pobřeží je jen řídce osídleno.
Záliv objevil 2. srpna 1610 anglický mořeplavec Henry Hudson na své čtvrté cestě do Severní Ameriky, kdy se plavil kolem západního Grónska, dostal se do zálivu a zmapoval velkou část jeho východního pobřeží.